# Calcium-Aluminium-reiche Einschlüsse
Calcium-Aluminium-reiche Einschlüsse sind mikrometer- bis zentimetergroße (1 μm bis 2 cm), hellfarbige Einschlüsse, die in vielen chondritischen Meteoriten, vor allem in kohligen Chondriten, vorkommen. CAIs bildeten sich zu Beginn der Entstehung unseres Sonnensystems und gehören mit einem Alter von 4568 Millionen Jahren zu den ältesten bekannten Objekten. Evaporation und Kondensation waren offensichtlich die dominierenden Vorgänge während ihrer Entstehung. Einige CAIs erlebten umfangreiches Aufschmelzen und teilweises Verdampfen und werden daher als magmatisch angesehen.

## Etymologie
Calcium-Aluminium-reiche Einschlüsse wurden ursprünglich im Englischen als Calcium-Aluminium-rich Inclusions bezeichnet. Ihre Abkürzung lautet CAI.

## Geschichtliches

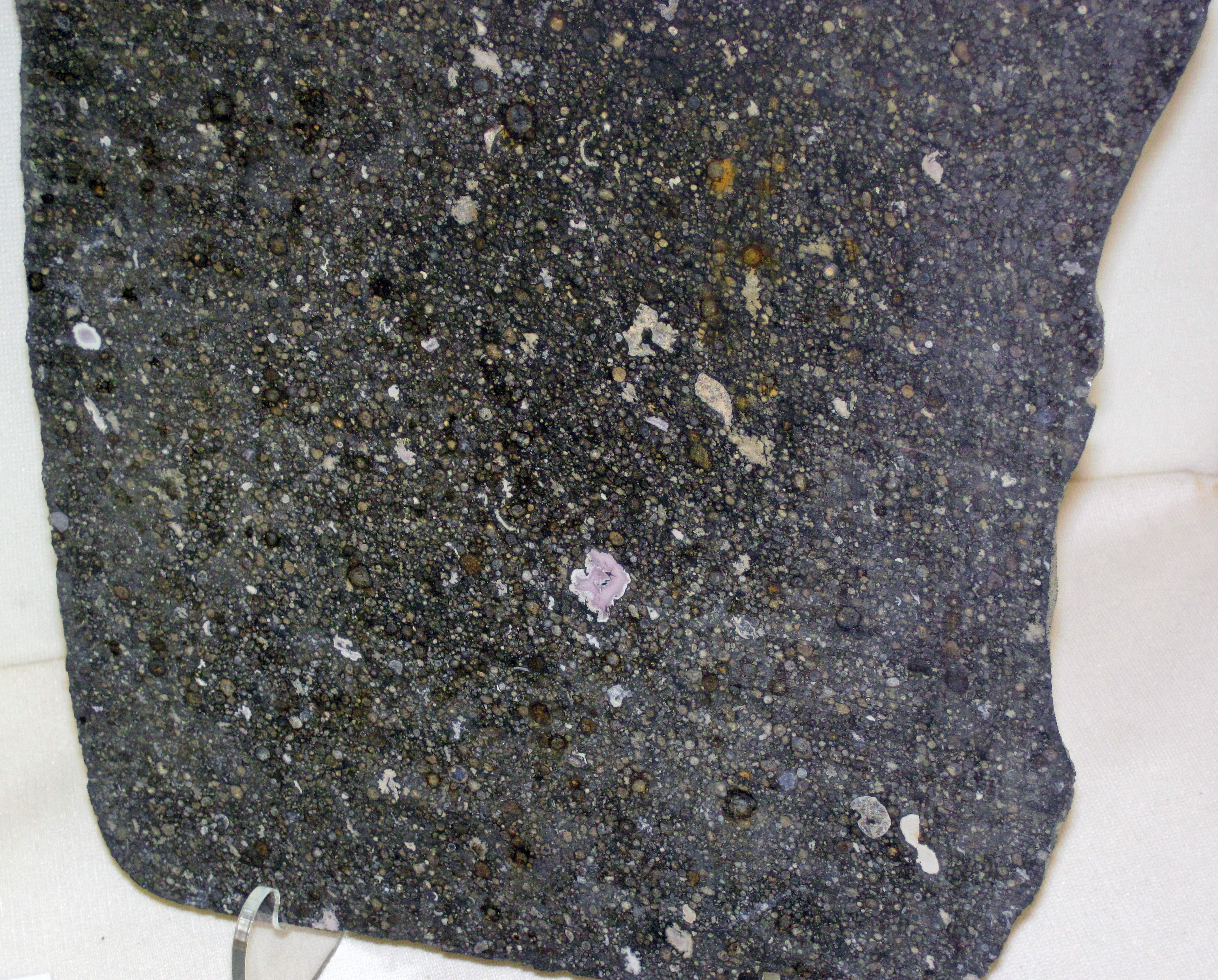
Allende-Meteorit: Angeschliffene Scheibe mit weißen, unregelmäßig geformten Calcium-Aluminium-reichen Einschlüssen (CAIs), grauen, runden Chondren in einer schwarzen Matrix aus Fayalit-reichem Olivin und Kohlenstoff.

Die erste Beschreibung eines Calcium-Aluminium-reichen Einschlusses stammt von Mireille Christophe Michel-Lévy vom CNRS in Paris. Sie beschrieb 1968 eine „Melilith-Spinell-Chondrule“ im Vigarano-Meteoriten, einem kohligen Chondriten aus Italien. Seither wurden zahlreiche CAIs in den meisten Kohligen Chondriten sowie einigen Enstatit-Chondriten beschrieben.
Anfangs war das Hauptaugenmerk in der Erforschung Calcium-Aluminium-reicher Einschlüsse noch auf ihre Mineralogie gerichtet, welche große Ähnlichkeiten mit den berechneten Erstphasen eines von hohen Temperaturen abkühlenden Kondensats des Sonnennebels aufwies. Kurz danach wurde das extrem hohe Alter der CAIs (über 4560 Millionen Jahre) entdeckt. Isotopenuntersuchungen brachten ungewöhnliche Isotopenverhältnisse (insbesondere der Elemente Magnesium und Sauerstoff) zum Vorschein, welche auf eine präsolare Staubkomponente hinwiesen. In den späten 1980ern konzentrierte sich die Forschung auf das Verständnis der Petrogenese und die Isotopenzusammensetzungen der CAIs – jedoch nur innerhalb einer beschränkten Anzahl von Chondritenvarietäten.

## Einführung
Die Chondren der Chondrite sind Zusammenballungen präplanetarischer Materie (Staub und Mineralkörner), die im Frühen Sonnensystem akkretierten und zu steinigen Körpern kompaktierten, jedoch ihren Aggregatscharakter und ihre ganz spezifischen Eigenschaften der verschiedenen aufbauenden Partikel bewahrten. Hierunter finden sich eben auch die Calcium-Aluminium-reichen Einschlüsse, die aber nur einen relativ geringen Massenanteil in den Chondriten stellen (weniger als 5 %). Ihre Bedeutung ist dafür umso größer – für das Verständnis der im Sonnennebel herrschenden Prozesse und Umweltparameter – in den ersten paar Millionen Jahren noch vor der Planetenentstehung.
Wie die Forschung der letzten 30 Jahre zeigen konnte, sind CAIs bisher die ältesten bekannten Objekte im jungen Sonnennebel. Sie bildeten sich in einem sehr heißen und extrem reduzierenden Umfeld (konsistent mit heißem, gasförmigen Wasserstoff). Ihre Elementzusammensetzungen sind das Ergebnis von flüchtigen (volatilen) Prozessen in einem gasförmigen Medium – wie Evaporation und Kondensation. In ihrem Isotopenaufbau lässt sich nach wie vor eine Komponente des präsolaren Nukleosyntheseursprungs erkennen. Insgesamt überdecken sie nach ihrer Entstehung (T0) einen komplexen, 1 bis 2 Millionen Jahre dauernden Zeitraum, in dem es zu mehrfachem Wiederaufschmelzen und sekundären Alterationen sowohl im Nebel als auch auf den Asteroideneltern kam.

## Vorkommen
Die Calcium-Aluminium-reichen Einschlüsse sind die weitaus häufigsten refraktären Komponenten in Chondriten und treten hauptsächlich in kohligen Chondriten auf. Neben ihrem Vorkommen in Chondriten können CAIs auch in Kometen angetroffen werden, so wurden CAI-ähnliche Fragmente in Proben des Kometen Wild 2 gefunden, die die Stardust-Sonde Anfang 2006 zur Erde brachte. Unter den Chondriten sind anzuführen CK-, CM-, CO und CV-Chondriten, Enstatit-Chondriten und Kohlige Chondriten.
Bekannte Meteoritenfunde mit CAIs sind beispielsweise der Allende-Meteorit, der Efremovka-Meteorit, der Leoville-Meteorit, der Ornans-Meteorit, der Vigarano-Meteorit und der Meteorit Northwest Africa 3118 (alle Typus CV 3).

## Erscheinungsbild
Die meisten CAIs sind wie die Chondren rundlich bis kugelförmig und scheinen ebenfalls einmal geschmolzen gewesen zu sein. Einige zeigen jedoch eine undefinierte, unregelmäßige äußere Form. Dieses Erscheinungsbild weist auf eine direkte Kondensation aus dem solaren Nebel hin. Häufig werden CAIs von einem so genannten Wark-Lovering-Rand umschlossen.

## Mineralogische Zusammensetzung

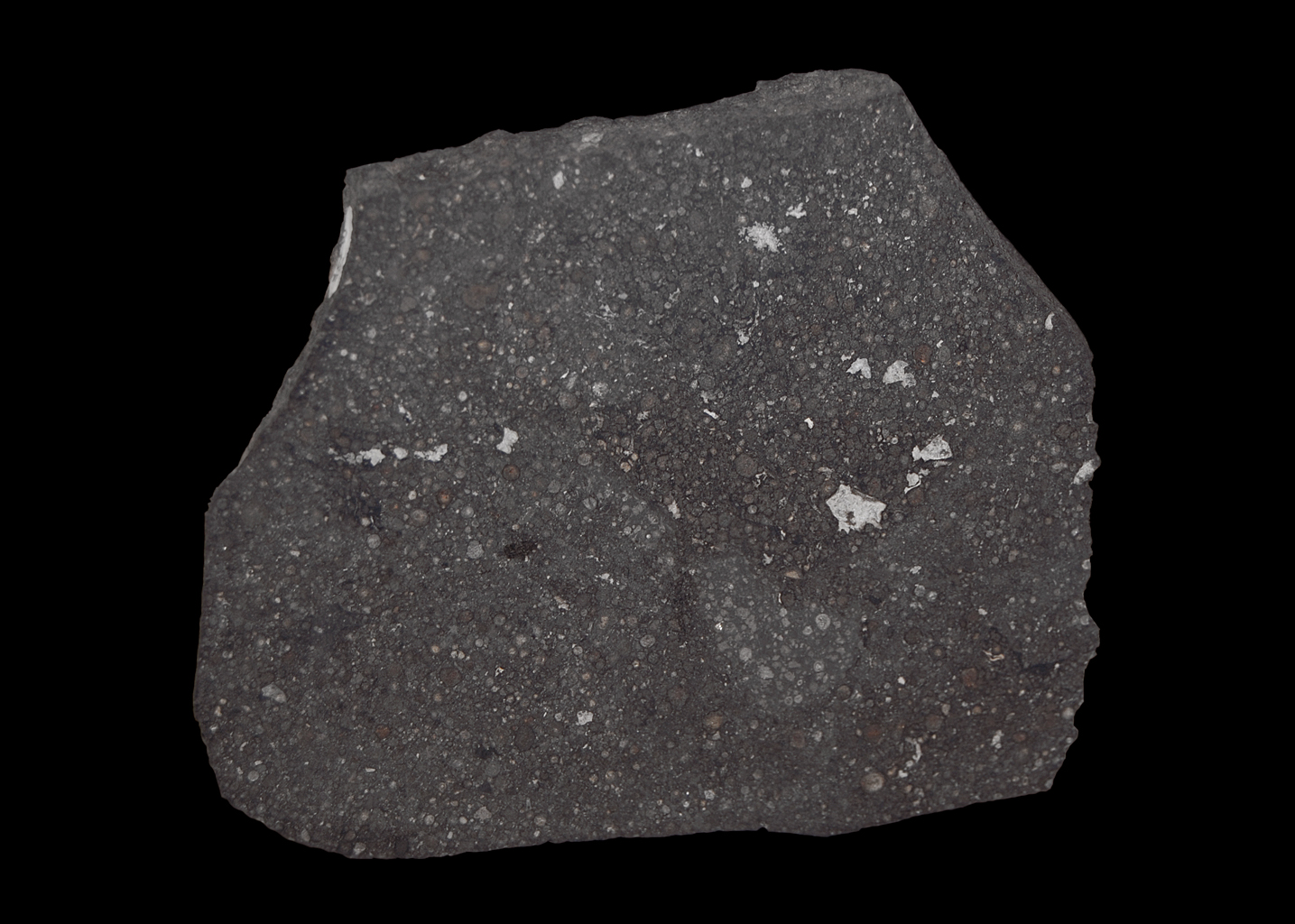
Der Vigarano-Meteorit – ein kohliger Chondrit. Gut zu erkennen die hellen CAIs

Hauptminerale in CAIs sind Oxide von Calcium, Aluminium, Titan und Magnesium – namentlich Hibonit (CaAl12O19), Grossit (CaAl4O7), Perovskit (CaTiO3) und Spinell (MgAl2O4). Als Haupt- bis Nebenminerale treten die Silikate Anorthit (CaAl2Si2O8), Melilith und Fassait hinzu.
Die mineralogische Zusammensetzung der CAI-Einschlüsse wird bestimmt von hochschmelzenden, refraktären Oxiden der Elemente Calcium (Ca), Aluminium (Al), Magnesium (Mg), Titan (Ti) und in geringerem Umfang Scandium (Sc) und Metalle der Seltenen Erden wie Cer (Ce), Europium (Eu) und Gadolinium (Gd). Bereits bei sehr hohen Temperaturen um 2000 °Kelvin (1727 °C) kondensierten diese Oxide aus dem sich abkühlenden protoplanetaren Nebel, aus dem sich das Planetensystem bildete. Die Eisengehalte sind durchweg vernachlässigbar gering.
Die CAI enthalten hohe Konzentrationen an den Seltenen Erd-Elementen, die fünf unterschiedliche Fraktionierungsmuster zeigen. Diese verschiedenen Muster und die Tatsache, dass viele der CAIs geschmolzen waren, deuten auf eine komplexe Bildungsgeschichte der CAIs nach einer möglichen, ersten
Kondensation aus dem solaren Nebel hin.

### Typologie

#### Nach Mineralbestand
Anhand ihres Mineralbestandes werden 3 Typen von CAIs unterschieden:
- Typ-A CAIs (Melilith-Spinell-CAIs) sind grobkörnig und mit ∼5 – 25 mm Durchmesser generell kleiner als CAIs im Typ-B. Der Typ-A ist von allen der verbreitetste und tritt in CV, CO, CR, CM und gewöhnlichen Chondriten auf. Er besteht zu 80–85 % aus Melilith, 15–20 % Spinell und 1–2 % Perowskit. Akzessorisch können geringe Mengen Plagioklas, Hibonit, Wollastonit und Grossular hinzukommen. An Titan reiches Klinopyroxen bildet, wenn vorhanden, schmale Ränder um Einschlüsse oder Hohlräume. Die Melilithe sind reich an Gehlenit mit 10–30 Mol-% Åkermanit, die Spinelle sind reine Mg-Spinelle.[8]
- Typ-B CAIs (Pyroxen-Spinell-CAIs) treten ausschließlich in CV-Chondriten auf. Sie sind mit 5 bis 20 mm Durchmesser ebenfalls grobkörnig und bestehen zu 35–60 % aus Ti-reichem Klinopyroxen, 15–30 % Spinell, 5–25 % Plagioklas (Anorthit) und 5–20 % Melilith. Die Melilithe sind reicher an Åkermanit und variieren stärker in ihrer Zusammensetzung, als die der Typ-A CAIs. Im Gegensatz zu den Pyroxenen der Typ-A-CAIs sind die Pyroxene in Typ-B-CAIs reich an Aluminium (Kushiroit) und Titan (Grossmanit).[8] Typ-B CAIs können zwei Untertypen zugewiesen werden:
  - Typ B 1 CAIs mit 10 bis 20 mm Durchmesser sind abgerundete, konzentrisch zonierte Aggregate mit einem Mantel aus Gehlenit, der einen Kernbereich aus Ti-Pyroxen, Anorthit, Melilith und Spinell umgibt
  - Typ B 2 CAIs mit 5 bis 10 mm Durchmesser sind nicht zoniert und enthalten Melilith, Ti-Pyroxen, Anorthit, Spinell und gelegentlich Forsterit.
- Typ-C CAIs (Anorthit-Pyroxen-CAIs) bestehen zu 30–60 % aus Anorthit und bis zu je 35 % Al-Ti-Pyroxen, Melilith und Spinell. Kleinere, Natrium-reichere Typ-C CAIs enthalten neben Albit-haltigen Anorthit noch Pyroxen, Olivin und Spinell. Die Pyroxene sind Diopsid-Grossmanit-Kushiroit-Mischkristalle, die Melilithe Gehlenit mit 35–55 Mol-% Åkermanit. Weiterhin enthalten sie kleine Körnchen komplexer Legierungen verschiedener Platinmetalle und Fremdlinge.[9] Der Typ-C wurde vormals noch als Typ-I (intermediär) bezeichnet, da seine Pyroxene in ihrer Zusammensetzung zwischen den Pyroxenen von Typ-A und Typ-B zu liegen kommen.

Der Typ-C enthält viel Anorthit-reichen Plagioklas und Fassait und tritt nur in CV-Chondriten und dem ungruppierten Chondriten Adelaide auf. Diese CAIs waren ehemals häufig geschmolzen und zeigen ausschließlich Seltene Erden-Muster des Typs I und II. Im Gegensatz treten in den Typen A und B jeweils alle fünf Seltene-Erd-Muster I, II, III, IV und V auf.
Die drei Typen unterscheiden sich zwar in ihrem Chemismus, bilden aber dennoch ein Kontinuum. Der Typ C hat aber keinesfalls eine intermediäre Zusammensetzung zwischen Typ-A und Typ-B.

#### Nach dem Gefüge
Nach den Mineralgefügen werden CAIs in 2 Gruppen eingeteilt:
- Flockige (engl. fluffy) CAIs sind lockere Aggregate kleiner Kristalle mit einer schneeflockenartigen Struktur. Für sie wird eine Bildung durch Resublimation direkt aus dem Gas des präsolaren Nebels angenommen.
- Kompakte (engl. compact oder auch igneous) CAIs sind dichte, rundliche Aggregate mit dem Aussehen von erstarrten Schmelztröpfchen. Folglich wird für sie eine Bildung durch Kristallisation aus einer Schmelze angenommen.

Beide Gefügevarianten wurden sowohl für Typ-A wie auch Typ-B-CAIs beobachtet. Die flockigen CAIs des Typs A werden jetzt auch als FTAs und die kompakten CAIs des Typs A als CTAs bezeichnet. FTAs zeigen nur geringe Schmelzspuren sowie Anzeichen für Sintern. Die CTAs hingegen wurden eindeutig aufgeschmolzen.

#### Nach der Korngröße
CAIs lassen sich auch nach ihrer Korngröße in feinkörnige Einschlüsse (engl. fine-grained inclusions oder abgekürzt FGI) und grobkörnige Einschlüsse (engl. coarse-grained inclusions oder abgekürzt CGI) unterteilen. Die Korngrößen der kleinsten CAIs sind vergleichbar mit den Mineralgrößen in der Matrix.
Die FGIs bauen sich aus sehr feinkörnigen Mineralen auf – zu feinkörnig, um in einem Dünnschliff mittels eines Polarisationsmikroskops identifiziert werden zu können. Jedoch können die grobkörnigen CGIs sehr wohl optisch bestimmt werden. Die kritische Korngröße liegt hier bei 30 μm – der Standarddicke eines Dünnschliffs.
FGIs und CGIs lassen sich normalerweise auseinanderhalten, wie beispielsweise im Allende CV 3 Chondrit – wahrscheinlich aufgrund der ernsten wässrigen Alteration. In weniger beanspruchten Chondriten – wie den reduzierten CV- und CO-Chondriten – kann keine Abgrenzung festgelegt werden.
Die FGIs sind unregelmäßige, maximal bis 5 mm große und Alkalien-reiche Aggregate. Sie enthalten Spinell, Perovskit, Anorthit, Hibonit, Nephelin, Sodalith, Diopsid, Grossular und andere. FGIs sind in sämtlichen Gruppen der kohligen Chondriten anzutreffen. Wegen ihrer geringen Korngröße (<50 μm, typischerweise ~μm) und hohen Porosität sind sie ernsthaft von sekundären Alterationsprozessen betroffen worden (durch Einwirkung des Sonnennebels, aber hauptsächlich durch wässrige und thermische Beeinflussungen des jeweiligen Asteroiden). Mögliche Ergebnisse solcher Alterationen sind Atomaustausch, Rekristallisation, Kornvergröberung, Zersetzung, Auflösung und neues Kristallwachstum. Aus diesem Grund war es sehr leicht, ursprüngliche Strukturen und Gefüge der FGIs zu verändern. Die vorwiegenden sekundären Alterationsprodukte sind natriumhaltige Minerale (wie Plagioklas, Nephelin, Sodalith), FeO-reiche Minerale (wie Hedenbergit, Fe-Olivin) und Wollastonit. Aufgrund fehlender Originalgefüge können diese Minerale leicht als sekundär erkannt werden.
Die CGIs sind gewöhnlich in CV-Chondriten anzutreffen, jedoch selten in anderen Chondriten-Gruppen. Sie kristallisierten entweder von Ca-, Al-reichen Schmelzen oder aus hochtemperiertem Nebelgas. Da CGIs aus relativ großen Kristallen bestehen (>50 μm und typischerweise >100 μm breit) und alterierte Teilabschnitte an Korngrenzen und Rissen nur wenige Zehner μm ausmachen, haben viele Kristalle wässrig/thermische Alterationen in frischem und klarem Zustand überlebt. Einige Elementzonierungen (wie beispielsweise Vanadium in Pyroxen) implizieren recht komplexe thermische Abläufe.

### Wark-Lovering-Rand
Häufig werden CAIs von einem so genannten Wark-Lovering-Rand umschlossen, benannt nach der Arbeit von Wark und Lovering (1977), die als erste diese Ränder ausführlich beschrieben. Diese Ränder bestehen von innen nach außen aus:
- Spinell ± Perovskit ± Hibonit ± Fassait, dann
- Melilith oder seine Alterationsprodukte, es folgt
- Fassait der weiter außen in Al-Diopsid übergeht und als letztes
- Hedenbergit ± Andradit oder Olivin ± Spinell.[10]

Diese Abfolge repräsentiert von innen nach außen die Kondensationssequenz bei hohen Temperaturen und legt damit den Schluss nahe, dass die Minerale nacheinander mit abnehmender Temperatur auf einen bestehenden CAI-Kern kondensierten.

## Datierungen

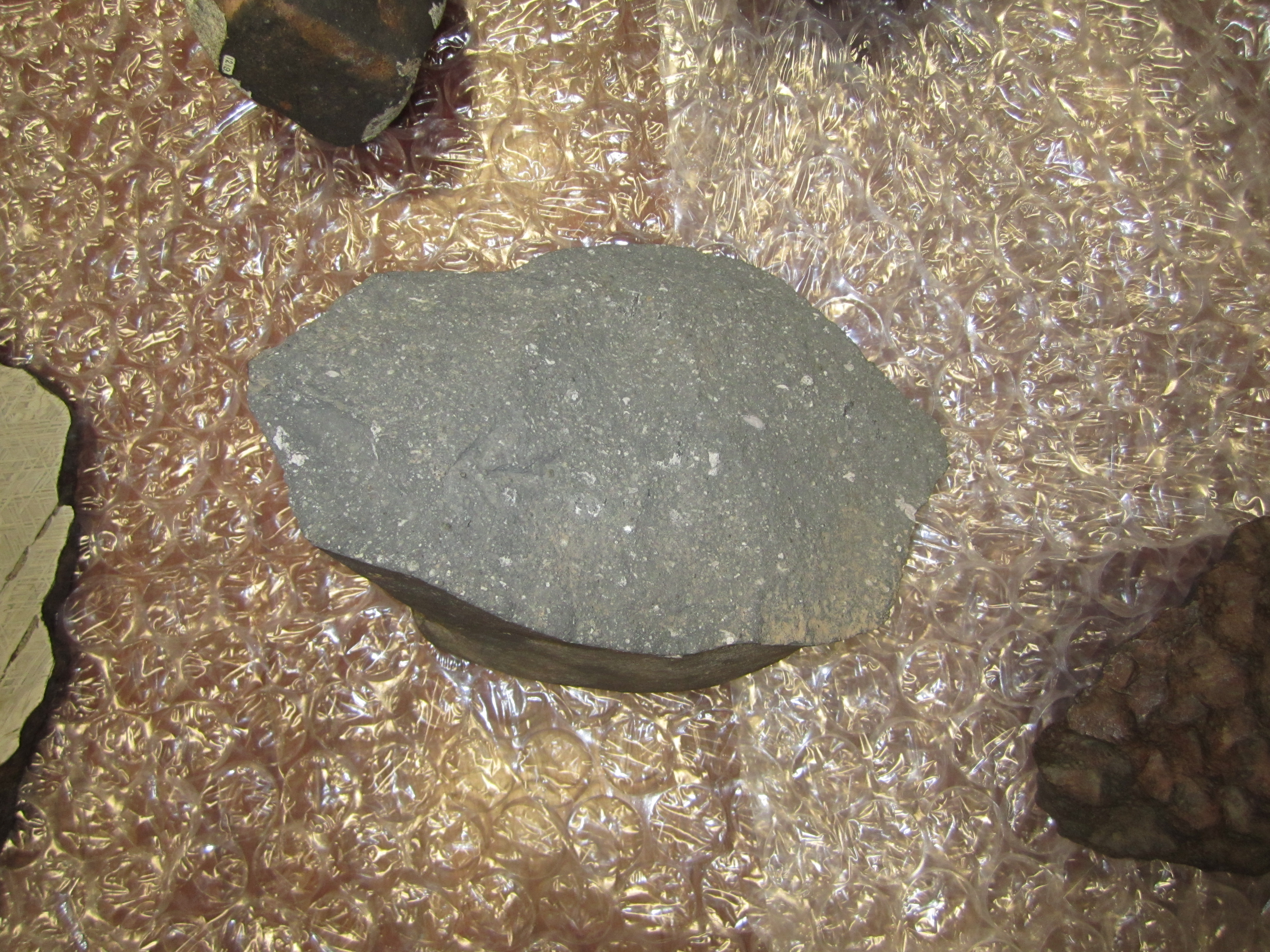
CAIs in einem Chondrit

Mittels Uran-Blei-Datierung wurde für CAIs ein Alter von 4,5672 ± 0,0006 Milliarden Jahren ermittelt, das als Entstehungsbeginn unseres Planetensystems gedeutet werden kann. Die gemessenen Blei-Verhältnisse liegen innerhalb der Fehlertoleranzen auf der sogenannten Konkordia, einer theoretischen Kurve, die dazu dient die Zuverlässigkeit von gemessenen Blei-Blei-Altern zu bestimmen. Das Alter kann als sehr gut gesichert angesehen werden. Trotzdem wurde argumentiert, dass die Fehlertoleranzen der Isotopenmessungen eine sehr leichte Störung des Uran-Blei-Isotopensystem in CAIs zuließen, das darauf basierende Alter nur ein unteres Limit des tatsächlichen Alters darstellen würde, das in Wirklichkeit etwas höher sei. Andere, auf Mangan-Chrom- und Magnesium-Aluminium-Datierung basierende Methoden, ergaben mit einem Wert von 4,571 Milliarden Jahren tatsächlich ein leicht höheres Alter.
Datierungen verschiedener CAIs aus verschiedenen Meteoriten liefern im Rahmen ihrer Fehler identische Alter. Demnach gehören Calcium-Aluminium-reiche Einschlüsse zu den ältesten, erhaltenen Objekten unseres Sonnensystems. Ihre Bildung begann mit dem Kollaps des prästellaren Kerns und dauerte nur den kurzen Zeitraum von ~160.000 Jahren während der Existenz eines Protosterns der Klasse 0 im Zentrum unseres Sonnensystems. Zeitgleich setzte auch die Bildung von Silikat-Schmelztröpfchen ein, die als Chondren erhalten blieben und einen großen Teil der Chondrite ausmachen. Deren Bildung erstreckte sich über rund 3 Millionen Jahre, in denen sich unsere Sonne vom Protostern der Klasse 0 zum Protostern der Klasse 3 entwickelte.
Ein wichtiger Unterschied zwischen CAIs und Chondren ist ihr Alter. Die relative Datierung mit beispielsweise dem kurzlebigen Radionuklid 26Al ergibt ein 2 bis 3 Millionen Jahre höheres Alter der CAIs gegenüber den Chondren. Neuere Absolut-Datierungen mit dem Pb-Pb-System ergaben dieselbe zeitliche Lücke zwischen CAIs und Chondren. Die wichtige Konsequenz aus diesem Befund lautet: die CAI- und die Chondren-Bildung haben nichts miteinander zu tun, sondern fanden zu unterschiedlichen Zeitpunkten statt. Ausnahmen sind CAIs, die bei der Chondrenbildung nochmals prozessiert wurden.

## Entstehung
Thermodynamische Gleichgewichtsberechnungen erlauben vereinfachte Rückschlüsse auf die Abfolge von Mineralen, die sich bei der Abkühlung des Solaren Nebels aus dem heißen Gas abscheiden. Demnach beginnt bei 0,001 bar und ~1730 K (~1460 °C) die Abscheidung von Korund (Al2O3). Ab ~1700 K reagiert dieser mit Calcium aus der Gasphase zu den zunehmend calciumreicheren Verbindungen Hibonit (CaAl12O19), Grossit (CaAl4O7, ab ~1660 K) und Krotit (CaAl2O4, ab ~1600 K). Ab dieser Temperatur enthält die Gasphase nahezu kein Aluminium mehr und es beginnt ab ~1560 K zum einen die Abscheidung des 4-wertigen Titans als Perovskit (CaTiO3) und zum anderen die Bildung vom Melilith (Gehlenit-Åkermanit-Mischkristalle Ca2Al1-xMgxAl1-xSi1+xO7) durch die Reaktion von gasförmigen Magnesium und Silicium mit Ca-Al-Oxiden. Diese werden hierbei wieder aluminiumreicher und es bildet sich zunächst Grossit (bis ~1500 K), dann wieder Hibonit (bis ~1470 K). Ab ~1500 K ist auch das gesamte Calcium aus der Gasphase verschwunden. Ab ~1470 K reagiert Hibonit mit Magnesium aus der Gasphase zu Spinell (MgAl2O4) und Melilith reagiert ab ~1430 K mit der Gasphase zu Klinopyroxenen, die reich an Kushiroit (CaAlAlSiO6) sind (Fassait). Dreiwertiges Titan wird als Grossmanit (CaTi3+AlSiO6) gebunden. Das hohe Verhältniss von Ti3+ zu Ti4+ in den Pyroxenen belegt extrem niedrige Sauerstoffgehalte, die der solaren Zusammensetzung des Urnebels entsprechen. Ab ~1375 K schließlich reagieren Spinell und Klinopyroxen zu Anorthit (CaAl2Si2O8).
Diese einfache Folge von Mineralenabscheidungen aus und Reaktion mit dem abkühlenden Gas des präsolaren Nebels lässt sich am ehesten an den flockigen CAIs der Typen A und B beobachten. Dieser ursprünglichste Zustand blieb im Verlauf der weiteren Entwicklung des Sonnensystems und der Aggregation der Meteorite oft nicht erhalten. So wurden viele der CAIs teilweise oder vollständig aufgeschmolzen, verloren bei der Erhitzung leichter flüchtige Elemente wie Silicium, Magnesium und leichtere Seltenerdelemente, und kristallisierten erneut. Dies konnte sich mehrfach wiederholen. Die meisten kompakten CAIs sind auf diese Weise entstanden.
1–2 Millionen Jahre nach der Bildung der CAIs setzten oft mehrphasige, metamorphe Überprägungen ein. Sie erstreckten sich über einen Zeitraum von bis zu ~15 Millionen Jahren und erfolgten bei Temperaturen unter 1000 K und Anwesenheit einer wässrigen, fluiden Phase. Hierbei bildeten sich Minerale wie Grossular, Monticellit, Wollastonit und Forsterit oder bei niedrigeren Temperaturen Sodalith, Nephelin und Schichtsilikate. Bei Mitwirkung Cl-reicher Fluide bildeten sich auch Minerale der Mayenit-Obergruppe (Adrianit, Wadalit, Chlormayenit).

## Weitere refraktäre Komponenten
Neben den CAIs gibt es in Chondriten noch weitere refraktäre Komponenten, die aber wesentlich seltener sind. Hiervon sollen nur die Amöboiden Olivinaggregate (engl. amoeboid olivine aggregate oder abgekürzt AOA) angeführt sein. Diese sind von besonderem Interesse, da sie vermutlich kondensierte Silikate darstellen. Die AOAs bestehen – wie der Name schon sagt – überwiegend aus FeO-armen Olivinen. Teils enthalten sie noch refraktäre Kerne mit Perovskit und Spinell. Ihre äußere, unregelmäßige Form ähnelt der einiger Typ-A CAIs und gibt ihnen deshalb den Namenszusatz „amöboid“. Sollte es sich bei diesen Objekten tatsächlich um Kondensate handeln, wäre es wichtig deren genaues Alter zu kennen, um zu entscheiden, ob diese Objekte gemeinsam mit den CAIs oder den Chondren entstanden. Wären sie gleichzeitig mit den CAIs entstanden, könnte man daraus einiges mehr über die Bildungsbedingungen dieser ersten Kondensate in Erfahrung bringen.
AOAs sind physische Aggregate individueller Forsteritkörner (Mg2SiO4), Fe-Ni-Metalle und FGI-Minerale. Die Korngrößen liegen gewöhnlich unter 50 μm. Grobkörnige AOAs sind nicht bekannt, es besteht aber zwischen AOAs und FGIs ein Kontinuum was Gefüge und Mineralogie betrifft.